# Альбоміцин
Альбоміци́н — нуклеозид-пептидний антибіотик. Вперше одержаний в СРСР мікробіологом Марією Бражниковою разом з Георгієм Гаузе у 1949—1951 роках.
Вводився підшкірно і внутрішньом'язово, переважно дітям при пневмонії тощо.